# Знову в дії
Знову в дії (англ. Back in Action) — американський комедійний бойовик 2025 року, знятий режисером Сетом Гордоном за сценарієм, який він написав у співавторстві з Бренданом О'Браєном. У фільмі зіграли Джеймі Фокс, Кемерон Діас, Ендрю Скотт, Джеймі Деметріу, Кайл Чендлер і Гленн Клоуз. Фільм був випущений на Netflix 17 січня 2025 року.

## Сюжет
Оперативники ЦРУ під прикриттям Метт і його вагітна наречена Емілі отримують завдання від свого начальника і друга Чака: отримати ключ під назвою Industrial Control Systems (ICS) — пристрій, який може керувати будь-якою електронною системою. Вони повинні отримати його від агента польського КДБ, який став терористом, Бальтазара Гора, під час грандіозного дня народження його дитини.
Метту і Емілі вдається викрасти пристрій і втекти до місця зустрічі. Однак, під час їхнього польоту додому, екіпаж підстерігає їх в гонитві за Ключем, оскільки вони перебувають на зарплаті Гора. Парі вдається нейтралізувати екіпаж і заледве врятуватися від авіакатастрофи. Зрозумівши, що хтось, мабуть, передав екіпажу інформацію про їхній ключ, вони вирішують зникнути з радарів.
П'ятнадцять років потому одружені Метт і Емілі живуть в Атланті під новими іменами, намагаючись піклуватися про своїх дітей, Лео та Еліс. Це відбувається до тих пір, поки знята бійка за участю пари в нічному клубі не привертає увагу Чака, а також польсько-білоруської групи найманців Гора «Волка», люди якої стріляють у Чака, коли він намагається попередити Метта та Емілі.
Метту і Емілі вдається відірватися від найманців, забираючи дітей зі школи, перш ніж сісти на рейс до Англії. Метт сховав ключ ICS у садибі Джіні Кертіс. Вона — відсторонена мати Емілі та колишній снайпер MI6, яка очолює офшорну НУО «Foxhunter Ltd».
Після прибуття в Гітроу родину переслідують Волька та МІ-6 на чолі з колишнім хлопцем Емілі, Бароном. Хоча вони схильні не розкривати своїх таємниць дітям, пара змушена відкрити їм правду, коли вони стають свідками того, як їхні батьки відбиваються від найманців Вольки та уникають переслідування МІ-6, перш ніж прибути до садиби Джіні.
Коли Метт і Емілі знаходять ключ ICS, вони змушені віддати його найманцям Волки, які здійснюють набіг на маєток. Чак, який не тільки живий, але й співпрацює з Гором і Волкою, мстячись за те, що його звільнили з ЦРУ за ймовірну смерть Метта й Емілі, викрадає Лео й Еліс і «вирубає» їхніх батьків. Джіні відбивається від кількох оперативників Волки, але її напарник Найджел поранений випадковою кулею під час сутички.
Використовуючи розумне кільце Лео, вони відслідковують Чака на заході в Тейт Модерн у Лондоні, де він планує продати ключ ICS тому, хто запропонує найвищу ціну. Як демонстрацію, його технічний помічник Дафна використовує ключ ICS, щоб хакнути електростанцію, спричинивши короткочасне знеструмлення в Лондоні, а потім бар'єр на Темзі, щоб примусово відкрити шлюзи. Метт і Емілі проникають у Тейт-Модерн і вирубають охоронців Чака і Гора під час пошуку їхніх дітей.
За парою стежать Барон і МІ-6, які також прибувають, щоб затримати Чака. Поки агенти Барона затримують оперативників Волки, подружжя за допомогою Джіні переслідує Чака, який має намір втекти з Лео та Алісою з Лондона через Бар'єр Темзи. Найджел помічає Дафну та врізається своїм фургоном у її фургон, від чого та втрачає свідомість і ключ ICS забирають.
Джінні направляє Найджела, щоб перекрити бар'єр Темзи, а Емілі бере човен, і вони з Метом наздоганяють Чака. Лео та Аліса вистрибують у воду, а Емілі та Метт приборкують Чака та залишають його на човні, який врізається в бар'єр, який уже закривається, імовірно вбиваючи його.
Врятована як поліцією, так і МІ-6, сім'я відпочиває з полегшенням, оскільки вони примиряються з матір'ю Емілі. Коли вся родина відвідує футбольний матч Аліси, Метта та Емілі зустрічає Барон. Він повідомляє їм, що тіло Чака так і не було знайдено, припускаючи, що він може бути ще живий, і пропонує їм завербувати батька Емілі, про якого Метт не знає.

## Акторський склад
- Джеймі Фокс у ролі Метта, чоловіка Емілі, колишнього співробітника ЦРУ
- Кемерон Діас у ролі Емілі, дружини Метта, колишньої співробітниці ЦРУ
- Маккенна Робертс у ролі Еліс, підлітка, дочки Метта та Емілі
- Райлан Джексон — Лео, син Метта та Емілі
- Кайл Чендлер у ролі Чака, старого друга Емілі та Метта
- Гленн Клоуз у ролі Джінні Кертіс, матері Емілі та колишнього легендарного снайпера MI6
- Джеймі Деметріу[en] в ролі Найджела, хлопця Джіні
- Ендрю Скотт — Барон, агент MI6 і колишній хлопець Емілі
- Фола Еванс-Акінбола[en] в ролі Венді
- Роберт Беста[de] — Бальтазар Гор
- Башир Салахуддін[en] — тренер Кріс
- Том Брітні[en] в ролі Ділана

## Український Дубляж
- Студія: LeDoyen Studio
- Режисер дубляжу: Павло Скороходько
- Звукооператор: Євген Ярошенко
- Спеціаліст зі зведення звуку: Олег Кульчицький
- Перекладач: Павло Голов
- Менеджер проекту: Анна Гайова

Ролі дублювали:
- Емілі — Юлія Перенчук
- Мет — Петро Сова
- Еліс — Єлизавета Мастаєва
- Лео — Данііл Педченко
- Чак — Олег Лепенець
- Джинні — Ірина Дорошенко
- Венді — Вікторія Тишкевич
- Бейрон — Олександр Погребняк
- Найджел — Павло Скороходько

Додатковий акторський склад: В'ячеслав Дудко, Микола Антонов, Едуард Кіхтенко, Анастасія Назарова, Дар'я Пилипенко, Анастасія Чумаченко, Ігор Іванов, Роман Молодій

## Виробництво
У червні 2022 року повідомлялося, що Кемерон Діас повернулася після перерви в кар'єрі для комедійного бойовика Сета Гордона та Брендана О’Браєна під назвою «Знову в дії», де також зіграє Джеймі Фокс. Виявилося, що Бо Бауман буде продюсером для «Good One Productions», а Сет Гордон — для «Exhibit A», Фокс, Датарі Тернер, О'Браєн і Марк Макнейр — виконавчі продюсери. У серпні 2022 року Фокс розповів про те, як переконав Діас (останнім фільмом якої була «Енні», в якій він також знявся) приєднатися до акторського складу, сказав Entertainment Tonight, що «Кемерон — така неймовірна сила, і вона так багато зробила в цьому бізнесі», і що він запитав її: «Ти хочеш трохи повеселитися? Просто повеселитися! І я думаю, що саме це привело її до цього… ми дуже раді, що це відбувається, і чекаємо цього з нетерпінням».
У листопаді 2022 року до акторського складу додалися Гленн Клоуз і Кайл Чендлер. У лютому 2023 року до акторського складу приєдналися Ендрю Скотт, МакКенна Робертс, Райлан Джексон і Джеймі Деметріу. Основні зйомки проходили в Лондоні з 2 грудня 2022 року по 9 березня 2023 року. Наприкінці лютого 2023 року Діас знімала сцени на річці Темза. Зйомки в Атланті почалися 28 березня і завершилися наприкінці квітня. У середині квітня, коли Фокс був госпіталізований для надання йому невідкладної медичної допомоги, для зйомок решти його сцен були використані дублери. Початкова сцена, що показує міський пейзаж, була знята в Любляні, Словенія.
У той час як Гордон і О'Браєн були авторами сценарію, різні внески зробили Андреа Берлофф, Маттео Боргезе, Джоел Черч-Купер, Адам Коул-Келлі, Дана Фокс, Пол Фручбом, Джон Гетінс, Джо Нуссбаум, Кессі Паппас, Леннон Пархем, Сем Пітман, Еллен Шанман, Лаура Солон, Девід Стассен, Джессіка Сент-Клер, Вікторія Строус і Ліліан Ю.

## Реліз
«Знову в дії» був випущений Netflix 17 січня 2025 року. Спочатку він мав вийти 15 листопада 2024 року, але потім реліз був перенесений на поточну дату.
Фільм зібрав 46,8 мільйонів переглядів за перші три дні, ставши найбільшою прем'єрою за вихідні для англомовного фільму Netflix з часів «Проєкту Адам».

## Критика
На веб-сайті агрегатора рецензій Rotten Tomatoes 28 % із 93 відгуків критиків є позитивними із середньою оцінкою 4,4/10. Консенсус веб-сайту звучить так: «Дуже добре, що Діас і Фокс повернулися, але вони заслуговують на більш теплий прийом, ніж цей комедійний бойовик». Metacritic, який використовує середньозважену оцінку, поставив фільму оцінку 46 зі 100 на основі 23 критиків, вказуючи на «змішані або посередні» рецензії.
Крісті Лемір з RogerEbert.com поставила фільму одну з чотирьох зірок і написала: «Знову в дії» не такий огидно бездушний, як «Червоне повідомлення», але він міцно входить до піджанру глянцевих екшенів, які можна транслювати, поки ви перете. Це все виглядає так цинічно".
Річард Роупер із Chicago Sun-Times дав йому дві з половиною зірки з чотирьох, написавши: «Режисер Сет Гордон („Чотири Різдва“, „Нестерпні боси“) знає, як знімати стрімкі комедії із зірковою привабливістю, а Діас (яка не втратила ані граму екранної харизми) і Фокс — чудові разом, але хіба не було б чудово, якби вони взялися за більш креативний та складний матеріал? Обмін дотепами в той час, коли ви берете участь у насичених екшн сценах, які не викликають жодної довіри, — це фільм, еквівалент замовлення фаст-фуду на сніданок, обід і вечерю, коли є цілий світ цікавіших меню»<ref>Roeper, Richard (16 січня 2025). 'Back in Action' reunites Cameron Diaz, Jamie Foxx for forgettable Netflix action comedy. Chicago Sun-Times. Процитовано 20 січня 2025.</ref.